# Староновицкая
Староновицкая — деревня в Гордеевском районе Брянской области, в составе Рудневоробьёвского сельского поселения. Расположена в 7 км к северо-западу от Гордеевки. Население — 301 человек (2010); до Великой Отечественной войны преобладало белорусское население.

## История
Основана шептаковским старостой Ю. Новицким в начале XVIII века как слобода; позднее во владении Шираев (казачьего населения не имела). До возникновения деревни Новоновицкая именовалась просто Новицкая.
До 1781 года входила в Новоместскую сотню Стародубского полка; с 1782 по 1921 в Суражском уезде (с 1861 — в составе Буднянской (Струговобудской) волости; в 1921—1929 — в Клинцовском уезде (Струговобудская, с 1924 Гордеевская волость). С 1929 в Гордеевском районе, а в период его временного расформирования (1963—1985) — в Клинцовском районе.
В 1919—1954 и в 1986—2005 гг. — центр Староновицкого сельсовета; в 1954—1986 в Рудневоробьевском сельсовете.